# Abelsonite
L'abelsonite è un minerale scoperto nel 1969 fra il materiale proveniente da alcuni carotaggi provenienti da un giacimento petrolifero nella contea di Uintah nello Utah. Il nome è stato attribuito per onorare il fisico statunitense Philip Hauge Abelson. Il minerale è stato approvato dall'IMA e la descrizione del minerale è stata pubblicata nel 1978. Chimicamente il minerale è una porfirina di nichel.

## Morfologia

Struttura chimica dell'abelsonite

L'abelsonite è stata scoperta sotto forma di aggregati di cristalli piatti lunghi fino a 3mm. Questo minerale passa facilmente inosservato sia per la rarità e la dimensione che per l'aspetto simile a macchie di ruggine.

## Origine e giacitura
L'abelsonite è stata trovata associata con albite, ortoclasio, pirite, quarzo, dolomite e analcime di origine autigenica.